# 아기오이 테오도로이 (섬)
아기오이 테오도로이(Άγιοι Θεόδωροι)는 크레타 서부 해안에 위치한 무인의 작은 섬 두 곳을 가리킨다. 하나는 아기오스 테오도로스(Agios Theodoros) 또는 토도로우(Thodorou)로 불리며, 북쪽 몇 미터 떨어진 곳에 있는 작은 섬은 미크로스 아기오스 테오도로스("작은 아기오스 테오도로스")라고 한다. 행정적으로는 카니아 지방 단위인 플라타니아스 시의 일부이다. 크리-크리라는 작은 아기오스 테오도로스 섬에 서식하고 있다. 고대에는 이 섬들이 코이테(Coete 또는 Koite) 또는 아키토스(Akytos)로 알려졌다.

## 역사
이 섬들은 고대(기원전 3세기 후반)에 Stadiasmus Maris Magni에 언급되었는데, 이 문서는 이 섬들이 식용수를 가지고 있다고 기록하고 있다.
1583년 베네치아인들은 해적들이 이 섬들을 이용하는 것을 막고 크레타 해안을 방어하기 위해 아기오스 테오도로스에 두 개의 작은 요새를 건설했다.

## 환경

### 조류
이 작은 섬들은 BirdLife International에 의해 중요한 새 영역(Important Bird Area, IBA)로 인정받았는데, 이곳에서는 50~65쌍의 에레노라 매의 번식 지역을 지원하고 있다.

### 염소
1930년에 아기아 마리나 자치 단체와 카니아 사냥 협회는 섬들을 자연 보호구역으로 만들기로 결정했다. 1935년, 테오도로스 비글리스(Theodoros Viglis)는 사마리아 협곡에서 크리-크리 또는 크레타 산염소라고도 하는 수컷 한 마리와 암컷 두 마리를 잡아서 다른 산염소가 없는 섬에서 순종적으로 번식할 수 있도록 아기오스 테오도로스에 석방했다. 이 초기의 작은 크리-크리 집단은 근친교배를 방지하기에는 너무 작았고, 이후 더 많은 크리-크리가 이 집단에 도입되었다. 아기오스 테오도로스의 고립된 크리-크리 집단은 전 세계 동물원에 크리-크리를 제공하는 데 사용되었다.

## 추가 자료
- 그리스 섬 목록

## 같이 보기
- 그리스의 섬 목록